# مأموریت سفر انسان به مریخ

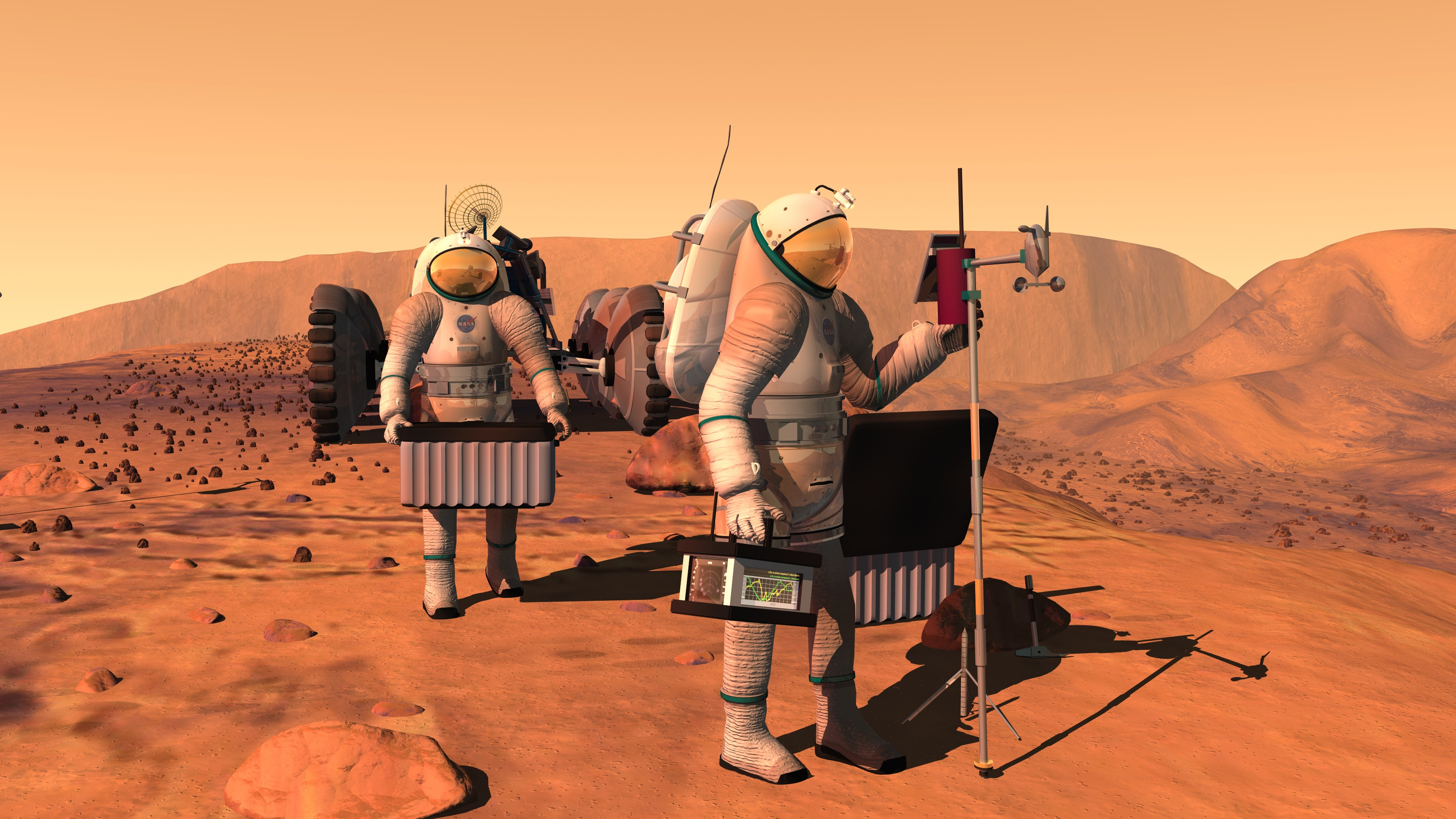
عکس‌های شبیه‌سازی

سفر انسان به سیّاره‌های دیگر به‌خصوص مریخ (بهرام) از قرن ۱۹ همواره جزو اصلی‌ترین موضوع‌های فیلم‌های علمی، تخیلی بوده است و سفر موفقیت‌آمیز به کرهٔ ماه که توسط ادارهٔ کل ملی هوانوردی و فضا (ناسا) در ۲۰ ژوئیهٔ ۱۹۶۹، ساعت ۲۰:۱۸ جهانی انجام شد، جزو بزرگ‌ترین دستاوردهای بشر تا به امروز بوده و پس از آن ناسا سفر به کرات دیگر به‌خصوص مریخ را جزو برنامه‌های آیندهٔ خود قرار داد.
هدف این مأموریت رساندن انسان به مریخ، اقامت در آن سیاره و بازگشت به زمین است. به‌گفتهٔ ناسا، برآورد هزینهٔ ارسال انسان به سیارهٔ سرخ حدود ۵۰۰ میلیارد دلار است؛ هرچند هزینه‌های واقعی به نظر می‌رسد بیشتر است.